# Saifai
Saifai es  un pueblo  situado en el distrito de Etawah en el estado de Uttar Pradesh (India). Su población es de 7141 habitantes (2011).Se encuentra a 230 km de Lucknow, la capital del estado.

## Demografía
Según el  censo de 2011 la población de Saifai  era de 7141 habitantes, de los cuales 3917 eran hombres y 3224 eran mujeres. Saifai tiene una tasa media de alfabetización del 82,44%, superior a la media estatal del 67,68%: la alfabetización masculina es del 89,27%, y la alfabetización femenina del 74%.